# Osaka Performance Doll
Le Osaka Performance Doll (大阪パフォーマンスドール), conosciute anche con la sigla O.P.D., erano un gruppo musicale femminile J-pop, composto da idol. Basate nella città di Osaka, erano una delle due band sorelle delle Tokyo Performance Doll, ed erano composte da cinque membri principali (chiamate F/Unit, unendo le iniziali dei nomi di ognuna) e diversi altri membri "apprendisti" o interpreti per le esibizioni live.
Insieme alle Tokyo Performance Doll (TPD), le OPD si ispiravano alla precedente girl band Onyanko Club, ed a loro volta avrebbero ispirato alcune girl band attuali quali Morning Musume, Hello! Project ed AKB48. Tra i membri delle OPD, alcune avrebbero avuto successo anche dopo lo scioglimento del gruppo, in particolare Atsuko Inaba, che sarebbe diventata cantante delle Hello! Project, l'attrice Kumiko Nakano e Yukiko Takeuchi, attrice e membro temporaneo delle West End X Yuki, gruppo gemello delle East End X Yuri, di Yuri Ichii delle ex TPD. Durante la carriera del gruppo, ci fu alternanza tra diversi membri, che se ne andarono o furono aggiunti, tuttavia dopo lo scioglimento tutte le ragazze sarebbero tornate insieme nel 2008 per una riunione di due concerti, seguita da una raccolta dei loro più grandi successi.

## Formazione

### Membri principali
- Atsuko Inaba (稲葉貴子), lascia il gruppo a marzo del 1996
- Ayano Furutani (古谷文乃), lascia il gruppo a marzo del 1996
- Yukiko Takeuchi (武内由紀子)
- Miho Ueda (上田美穂, alias "Yozora")
- Kumiko Nakano (中野公美子)

### Membri secondari
- Naomi Shigemoto (重元直美) (marzo 1996)
- Aki Nakamura (中村亜紀) (marzo 1996)

### Membri aggiunti per le esibizioni live
- Muraoka Mika (村岡美香), lascia il gruppo a marzo del 1994
- Suzuki Rika (鈴木里佳), lascia il gruppo a novembre del 1994
- Nishimura Naomi (西村奈保美), lascia il gruppo a dicembre del 1994
- Matsumoto Jyunko (松本淳子), lascia il gruppo a maggio del 1995
- Kajimoto Ai (梶本愛)
- Sakata Akiko (坂田朗子)
- Takeshita Eri (竹下恵理)
- Nishimoto Yasue (西元康恵)
- Yamano Kae (山野香恵)
- Mizuno Yukari (水野由加里)
- Mori Hiroko (森宏子), lascia il gruppo a novembre del 1994
- Kawamoto Natsuko (河本奈津子)
- Oyama Rumi (大山ルミ)
- Oyama Erino (大山恵理乃)
- Matsumoto Miyuki (松本美由紀)
- Minamida Chizuru (南田千鶴)
- Miyauchi Jyunko (宮内潤子)
- Morita Yuuko (森田有子)
- Yamamoto Yoshiko (山本美子)
- Yamada Mari (山田真里)

## Discografia

### Singoli
- 1º novembre 1993: Mangetsu no Yoru Takara / Umareta Gai no Fence wo Koete (満月の夜だから / 生まれた街のフェンスを越えて)
- 21 marzo 1994: Koi ga Mabushikute (恋がまぶしくて)
- 22 giugno 1994: Cherry Parade (チェリー・パレ－ド)
- 2 novembre 1994: Lady Boy (レディボーイ)
- 1º febbraio 1995: Egao ni Dai Sekkin (笑顔に大接近)
- 21 luglio 1995: Shiny Days
- 22 febbraio 1996: Suteki ni Naritai (素敵になりたい)
- 1º giugno 1996: Nakitai (泣きたいッ)

### Album
- 1º luglio 1994: d-Culture
- 21 agosto 1995: NONG!
- 21 luglio 1996: Magnet (マグネット)

### Raccolte
- 2008: OPD ALL SONGS COLLECTION